# Soir en Ukraine
Soir en Ukraine (en russe : Вечер на Украине) est un tableau du peintre ukrainien Arkhip Kouïndji (1841/1842—1910), réalisé en 1878 (et partiellement remanié en 1901). Il fait partie des collections du Musée Russe (sous numéro d'inventaire : Ж-4190). Les dimensions sont de 81 × 163 cm,.

## Histoire et description
Ce tableau Soir en Ukraine (sous le nom de Soir) a été présenté pour la première fois en 1878, lors de la 6e exposition des Ambulants, ensemble avec d'autres toiles du peintre comme Forêt.
La toile représente un khoutor, illuminé par la lueur d'un coucher de soleil. Cette composition ressemble à celle de sa toile précédente Nuit ukrainienne (1876), mais ici les mazankas ne sont pas éclairées par la lune, mais par le soleil couchant. C'est pourquoi le peintre utilise davantage de la couleur pourpre. Comme dans les autres œuvres de cette époque, la principale force de Kouïndji vient de son désir de comprendre les secrets de l'éclairage, des jeux d'ombres et de lumières.

## Critiques
Le critique d'art Vladimir Petrov écrit dans un article, à l'occasion du 150e anniversaire de la naissance de Kouïndji:

« Étranger à la difficulté que cela représente, il épaissit, renforce les couleurs en utilisant des tons et des nouvelles technologies pour brancher le spectateur à la vie réelle du monde. Ces aspirations de Kouïndji sont clairement exprimées dans Soir en Ukraine (1878, retouché partiellement en  1901, Musée Russe), dans lequel l'auteur saisit les huttes blanches, les khattas et les vergers de cerisiers sur les pentes pittoresques de la colline. »

Dans un article sur l'œuvre de Kouïndji, le critique d'art Vitali Manine considère que:
« Soir en Ukraine est peut-être le tableau le plus représentatif de la méthode créative de Kouïndji. La couleur communique à l'image une immobilité enchantée, une calme extraordinaire, comme s'il était surnaturel. La décoration est ici réduite et dénudée. Pour accentuer l'effet de lumière vive et la langueur de l'air dans l'atmosphère, le peintre choisit (à l'inverse de la méthode d'Ivan Chichkine)  de rejeter tous les détails du paysage, et c'est cette clé qui révèle l'essence des choses. Les frondaisons des arbres sont réduites à de simples volumes et leur couleur est si épaisse qu'ils ressemblent à des sombres masses indistinctes. »